# Домашний чемпионат Великобритании 1973/1974
Домашний чемпионат Великобритании 1973/74 (англ. 1973–74 British Home Championship), или Домашний международный чемпионат 1973/74 (англ. 1973–74 Home International Championship) — семьдесят девятый розыгрыш Домашнего чемпионата, футбольного турнира с участием сборных четырёх стран Великобритании (Англии, Шотландии, Уэльса и Северной Ирландии). Победу в турнире «разделили» сборные Шотландии и Англии.
Из-за «Смуты» в Северной Ирландии домашние матчи национальной сборной этой страны, как и два предыдущих года, было решено не проводить в Белфасте. Вместо традиционного «Уинздор Парк» севроирландцы сыграли свой «домашний» матч на стадионе «Хэмпден Парк» в шотландском Глазго 11 мая 1974 года, обыграв Шотландию со счётом 1:0. В тот же день англичане в Кардиффе обыграли валлийцев (2:0). 14 мая Шотландия обыграла Уэльс (2:0), а день спустя Англия в Лондоне обыграла Северную Ирландию (1:0).  18 мая Уэльс обыграл Северную Ирландию (1:0), а Шотландия обыграла Англию (2:0). Шотландия сравнялась по очкам с Англией и «разделила» с ней победу в турнире.

## Турнирная таблица
| Поз | Команда           | И | В | Н | П | МЗ | МП | РМ | О |
| --- | ----------------- | - | - | - | - | -- | -- | -- | - |
| 1   | Шотландия (Ч)     | 3 | 2 | 0 | 1 | 4  | 1  | +3 | 4 |
| 1   | Англия (Ч)        | 3 | 2 | 0 | 1 | 3  | 2  | +1 | 4 |
| 3   | Северная Ирландия | 3 | 1 | 0 | 2 | 1  | 2  | −1 | 2 |
| 3   | Уэльс             | 3 | 1 | 0 | 2 | 1  | 4  | −3 | 2 |

## Результаты матчей
| Шотландия | 0:1     | Северная Ирландия |
| --------- | ------- | ----------------- |
|           | (отчёт) | Кэссиди 39′       |

| Уэльс | 0:2     | Англия                  |
| ----- | ------- | ----------------------- |
|       | (отчёт) | - Боулс 37′ - Киган 56′ |

| Шотландия                          | 2:0     | Уэльс |
| ---------------------------------- | ------- | ----- |
| - Далглиш 23′ - Джардин 44′ (пен.) | (отчёт) |       |

| Англия     | 1:0     | Северная Ирландия |
| ---------- | ------- | ----------------- |
| Уэллер 73′ | (отчёт) |                   |

| Уэльс        | 1:0     | Северная Ирландия |
| ------------ | ------- | ----------------- |
| Смоллмен 26′ | (отчёт) |                   |

| Шотландия                           | 2:0     | Англия |
| ----------------------------------- | ------- | ------ |
| - Пейич 4′ (авт.) - Тодд 30′ (авт.) | (отчёт) |        |

## Победители
| Победитель Домашнего чемпионата 1973/74 |
| Шотландия Тридцать девятый титул        |

| Победитель Домашнего чемпионата 1973/74 |
| Англия Сорок девятый титул              |

## Бомбардиры
- 1 гол
  -  Стэн Боулс
  -  Кевин Киган
  -  Кит Уэллер[англ.]
  -  Томми Кэссиди
  -  Дэвид Смоллмен[англ.]
  -  Кенни Далглиш
  -  Сэнди Джардин

- Автоголы
  -  Майк Пейич[англ.]
  -  Колин Тодд